# ベゴーニャ・ロペス
ベゴーニャ・ロペス（Begoña López、1923年6月 - 1989年）は、キューバの心理学者。女性。キューバの大学で心理学の教授を務めた。
日本の出版社・文藝春秋が主催する第7回サントリーミステリー大賞にスペイン語で執筆した『La muerte es la que espera』を応募。最終候補に残ったが、その知らせを受けた後、最終的な結果を知ることなく死去した。
『La muerta es la que espera』はその後、選考委員の開高健、田中小実昌、田辺聖子、都筑道夫、イーデス・ハンソンにより最上位の「大賞」に選出され、1989年7月、『死がお待ちかね』として文藝春秋より刊行された（同回の読者賞は黒崎緑『ワイングラスは殺意に満ちて』、佳作賞は中川裕朗『猟人の眠り』）。この作品は、同年の推理小説を対象に行われた週刊文春ミステリーベスト10で第5位にランクインするなど高評価を得た。

## 作品リスト
- 死がお待ちかね （訳：竹野泰文、1989年7月、文藝春秋、ISBN 9784163110608）